# Czysci Milczanskija
Czysci Milczanskija (biał. Чысці Мільчанскія; ros. Чисти-Мильчанские, Czisti-Milczanskije) – wieś na Białorusi, w obwodzie witebskim, w rejonie dokszyckim, w sielsowiecie Biarozki. W 2009 roku liczyła 14 mieszkańców.